# Växjö Lakers HC
HC Växjö Lakers je profesionální hokejový klub z Växjö ve Švédsku. Své domácí zápasy odehrává ve Vida Aréně. Nyní hraje klub v nejvyšší švédské hokejové lize, kde debutoval v sezóně 2011/2012, založený byl roku 1997.

## Češi v týmu
| Ročník                      | Hráči ČR                 | Link |
| --------------------------- | ------------------------ | ---- |
| 2011/2012                   | Karel Pilař, Tomáš Netík |      |
| 2012/2013                   | Jan Hlaváč, Petr Vampola |      |
| 2013/2014                   | Jan Hlaváč               |      |
| 2014/2015                   | nikdo                    |      |
| 2015/2016                   | nikdo                    |      |
| 2016/2017                   | nikdo                    |      |
| 2017/2018                   | nikdo                    |      |
| 2018/2019                   | Roman Horák              |      |
| 2019/2020                   | Roman Horák              |      |
| 2020/2021                   | nikdo                    |      |
| 2021/2022                   | Michael Krutil           |      |
| 2022/2023                   | nikdo                    |      |
| 2023/2024                   | Jakub Štancl             |      |
| 2024/2025                   | nikdo                    |      |
| 2025/2026                   | nikdo                    |      |
| Zdroj na eliteprospects.com |                          |      |

## Přehled ligové účasti
| Švédsko (1997 – ) |        |          |                  |                                                                                   |                                                                                   |                                                                                   |
| Sezóny            | Soutěž | Úroveň   | ZČ               | Play-off, nadstavba, sk. o udržení...                                             | Poznámky                                                                          |                                                                                   |
| 2011/2012         | SEL    | 1.úroveň | 9. místo         | Ne                                                                                |                                                                                   |                                                                                   |
| 2012/2013         | SEL    | 1.úroveň | 10. místo        | Ne                                                                                | Změna názvu soutěže                                                               |                                                                                   |
| 2013/2014         | SHL    | 1.úroveň | Bronzová medaile | Semifinále Prohra s Färjestad BK 2 : 4                                            |                                                                                   |                                                                                   |
| 2014/2015         | SHL    | 1.úroveň | Bronzová medaile | Finále Výhra s Skellefteå AIK 4 : 2                                               |                                                                                   |                                                                                   |
| 2015/2016         | SHL    | 1.úroveň | 6. místo         | Semifinále Prohra s Skellefteå AIK 3 : 4                                          |                                                                                   |                                                                                   |
| 2016/2017         | SHL    | 1.úroveň | Zlatá medaile    | Čtvrtfinále Prohra s Malmö Redhawks 2 : 4                                         |                                                                                   |                                                                                   |
| 2017/2018         | SHL    | 1.úroveň | Zlatá medaile    | Finále Výhra s Skellefteå AIK 4 : 0                                               |                                                                                   |                                                                                   |
| 2018/2019         | SHL    | 1.úroveň | 7. místo         | Čtvrtfinále Prohra s Luleå HF 1 : 4                                               |                                                                                   |                                                                                   |
| 2019/2020         | SHL    | 1.úroveň | 10. místo        | Ročník zrušen po odehrání základní části a nadstavby z důvodu Pandemie covidu-19. | Ročník zrušen po odehrání základní části a nadstavby z důvodu Pandemie covidu-19. | Ročník zrušen po odehrání základní části a nadstavby z důvodu Pandemie covidu-19. |
| 2020/2021         | SHL    | 1.úroveň | Zlatá medaile    | Finále Výhra s Rögle BK 4 : 1                                                     |                                                                                   |                                                                                   |
| 2021/2022         | SHL    | 1.úroveň | 5. místo         | Čtvrtfinále Prohra s Frölunda HC 0 : 4                                            |                                                                                   |                                                                                   |
| 2022/2023         | SHL    | 1.úroveň | Zlatá medaile    | Finále Výhra s Skellefteå AIK 4 : 1                                               |                                                                                   |                                                                                   |
| 2023/2024         | SHL    | 1.úroveň | Stříbrná medaile | Semifinále Prohra s Rögle BK 0 : 4                                                |                                                                                   |                                                                                   |
| 2024/2025         | SHL    | 1.úroveň | 8. místo         | Čtvrtfinále Prohra s Luleå HF 1 : 4                                               |                                                                                   |                                                                                   |
| 2025/2026         | SHL    | 1.úroveň |                  |                                                                                   |                                                                                   |                                                                                   |